# Nelly Hoffmann
Nelly Hoffmann (* 2007 in Eisenach) ist eine deutsche Schauspielerin.
Hoffmann war seit 2018 als Kinderdarstellerin in der ARD-Serie Familie Dr. Kleist in der Rolle der Rosalie Sandmann, Enkelin des Protagonisten Christian Kleist (Francis Fulton-Smith) zu sehen.
2020 stand sie für den Fantasyfilm Hui Buh und das Hexenschloss vor der Kamera, der nach mehrmaliger Verschiebung des Starttermins im November 2022 in die Kinos kam.
Im Herbst 2021 drehte sie für das ZDF die Serie Völlig meschugge?!, die im April 2022 im KiKA ausgestrahlt wurde. In dieser spielt sie die Hauptrolle der Charly.

## Filmografie
- 2018–2020: Familie Dr. Kleist (Fernsehserie)
- 2022: Völlig meschugge?! (Fernsehserie)
- 2022: Hui Buh und das Hexenschloss